# Лив (ледник)
Ледникът Лив (на английски: Liv Glacier) е долинен ледник в Западна Антарктида, Земя Едуард VІІ, Бряг Амундсен с дължина 64 km. Води началото си от Антарктическото плато на около 2000 m надморска височина, югоизточно от връх Барнум (2940 m). „Тече“ на север между хребетите на планината Куин Мод, част от Трансантарктическите планини. От ляво (от запад) се подхранва от по-малките ледници Ла Верне, Зотиков и др. „Влива“ се в южната част на шелфовия ледник Рос.
Ледникът Лив е открит, частично изследван и топографски заснет през 1911 г. от норвежката антарктическа експедиция 1911 – 12 г., възглавявана от видния норвежки полярен изследовател Руал Амундсен и е наименуван от него в чест на Лив Нансен (1893 – 1959), дъщеря на известния норвежки полярен изследовател Фритьоф Нансен.
- Топографска карта на горната част на ледника Лив
- Топографска карта на долната част на ледника Лив